# تولید قهوه در برزیل

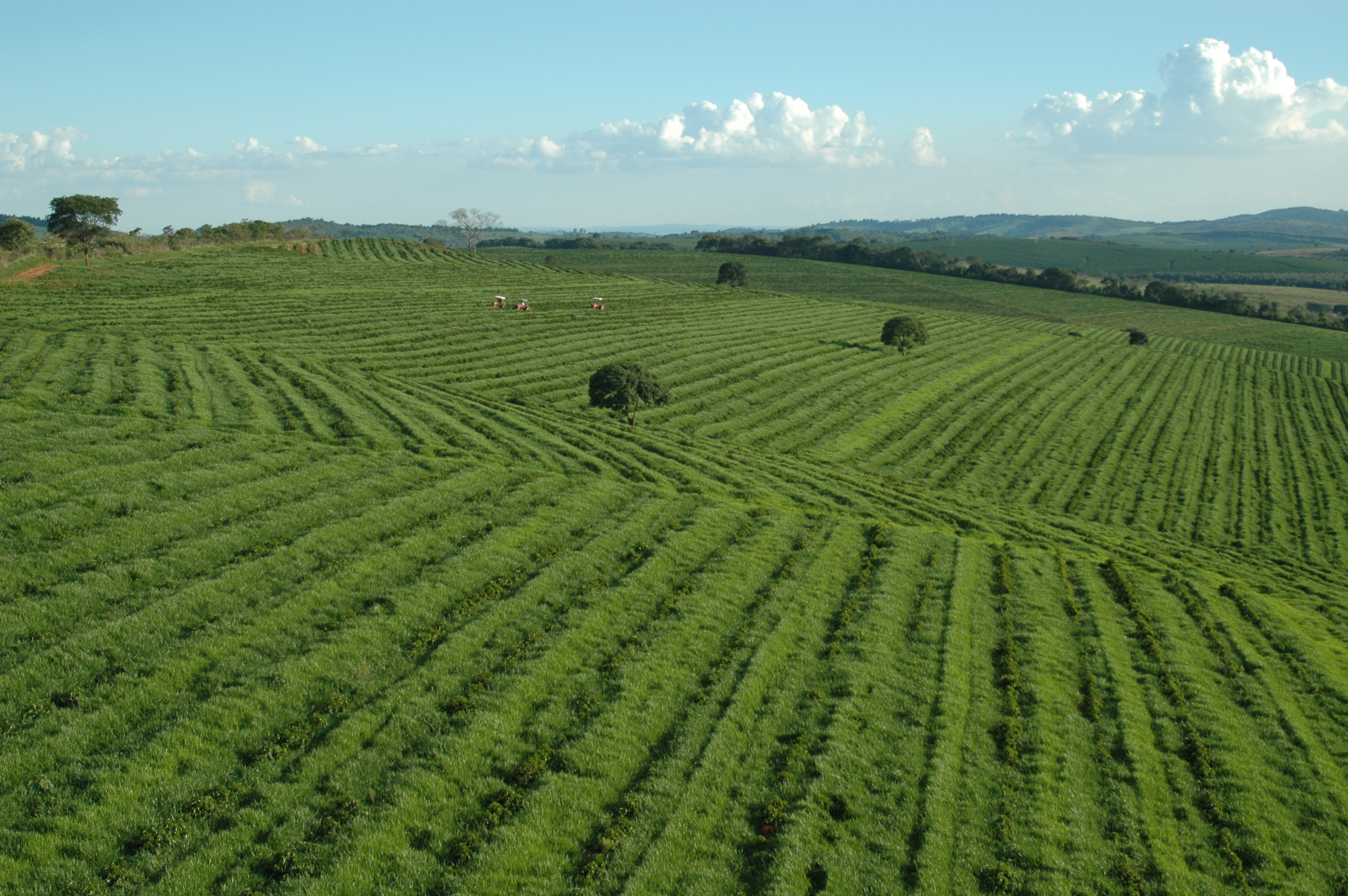
یک مزرعه قهوه در برزیل

تولید قهوه در برزیل یک سوم تولید قهوه در دنیا را شامل می‌شود، که این مقدار باعث شده است تا الان بزرگ‌ترین کشور تولید کننده قهوه در دنیا باشد. مزرعه‌های بزرگ قهوه با پوشش مساحتی بالغ بر ۲۷٬۰۰۰ کیلومتر مربع (۱۰٬۰۰۰ مایل مربع)، به‌طور عمده در ایالت‌های جنوب شرقی این کشور، مینا ژرایس، سائو پائولو و پارانا قرار دارند که زمینه و شرایط جوی ایده‌آلی را برای پرورش قهوه در دسترس قرار می‌دهد.
گیاه قهوه، اولین بار در قرن هجده وارد برزیل شد و در دههٔ ۱۸۴۰، این کشور به تولید کنندهٔ عمده تبدیل شد. قهوه برزیل در اوایل قرن نوزده، وقتی که مهاجران برای کار در مزارع قهوه وارد این کشور شدند، رونق گرفت.

## پیشینه
قهوه، گیاه بومی قاره آمریکا نبود و باید در کشور کاشته می‌شد. گیاه قهوه، اولین بار توسط بومیان آمریکا کاشته شد و پرورش پیدا کرد. اولین بوته قهوه در برزیل، در سال ۱۷۲۷ توسط فرانسیسکو دی ملو پالتا در پارا کاشته شد.